# ان‌جی‌سی ۶۲۹۳
ان‌جی‌سی ۶۲۹۳ (انگلیسی: NGC 6293) نام یک کهکشان است.